# ГАЗ
 Тази статия е за завода и автомобилната му марка.  За агрегатното състояние вижте Газ.  
„ГАЗ“ е руски производител на камиони и леки автомобили, както и марката на произвежданите автомобили, в чужбина е по-известна като „Волга“.
Намира се в Нижни Новгород. Заводът е създаден през 1932 г. в сътрудничество с „Форд“. Името е акроним от „Горьковский автомобильный завод“ - по името Горки на града по времето на Съветския съюз.
Известни следвоенни модели са:
- ГАЗ-51 (наричана неофициално „Молотовка“)
- ГАЗ-69 (наричана неофициално „Текезесарка“ в България)
- ГАЗ-М-20 „Победа“
- ГАЗ-М-21 „Волга“
- ГАЗ-22 „Волга универсал“
- ГАЗ-12 „ЗиМ“
- ГАЗ-13 „Чайка“
- ГАЗ-14 „Чайка“
- ГАЗ-53
- ГАЗ-63
- ГАЗ-66 (наричана неофициално „Виетнамка“)
- ГАЗ-62
- ГАЗ-24 „Волга“
- ГАЗ-2410 „Волга“
- ГАЗ-3110 „Волга“
- ГАЗ-3302 „Газела“ („Газель“ на руски)

Понастоящем „ГАЗ“ е част от „Група ГАЗ“, чийто собственик е Олег Дерипаска.